# クーリングセンター
クーリングセンター（英語: cooling center）は、熱波による健康問題に一時的に対処するために地元の権力によって立ち上げられた、冷房のあるパブリックスペースである。クーリングセンターは、高温・多湿・大気汚染により引き起こされる熱中症を予防するためのものである。。クーリングセンターには日陰、水、休憩所があり、健康状態の監視や病院への紹介も行われる。クーリングセンターはホームレスや高齢者、家に冷房が無い者など、熱中症の危険性が高い者のためである。
大衆の間に熱波の危険性に対する危惧が広まると共に、クーリングセンターはニューヨーク市、シカゴ、ボストン、トロントなどの大都市や、より都市人口の少ない地域で使用される例が増えている。クーリングセンターはポートランドやシアトルのように、ほとんどの家に冷房が無いが、夏の数日間気温が32℃を超える可能性がある場所でも使われる場合がある。2018年に熱波と山火事がスカンディナビア北部に達した際、フィンランドのスーパーマーケットも同様にクーリングセンターとして一時的に使われた。
クーリングセンターは通常、自治体中の複数の場所に設けられる。例えば、公共図書館、コミュニティセンター、老人センター、警察署などである。熱波の最中に時折取られる他の健康上の処置として、海水浴場やプールの営業時間延長が挙げられる。
日本においては、これに近いものとして「指定暑熱避難施設（クーリングシェルター）」がある。